# Sun Ship
Sun Ship – album studyjny amerykańskiego saksofonisty jazzowego Johna Coltrane’a, nagrany w 1965 i wydany po śmierci artysty z numerem katalogowym AS-9211 w 1971 roku przez Impulse! Records.

## Powstanie
Jest to jedno z ostatnich nagrań dokonanych przez kwartet Coltrane’a z McCoy Tynerem na fortepianie, Jimmym Garrisonem na kontrabasie i Elvinem Jonesem na perkusji. Oryginalna płyta zawiera pięć kompozycji Coltrane’a. Zdjęcie na jej okładce przedstawia Coltrane’a grającego na saksofonie sopranowym, choć na płycie gra on wyłącznie na saksofonie tenorowym.
Materiał na płytę został zarejestrowany 26 sierpnia 1965 roku w studiu nagraniowym RCA Victor w Nowym Jorku. Produkcją albumu zajęli się Bob Thiele i Coltrane.

## Sun Ship: The Complete Session
W 2013 ukazało się dwupłytowe wydanie CD, a także trzypłytowe wydanie winylowe, na którym umieszczono całość materiału zarejestrowanego podczas sesji nagraniowej, w tym fragmenty utworów i wersje alternatywne, a także rozmowy w studio nagraniowym.

## Lista utworów
Opracowano na podstawie materiału źródłowego.
Wydanie LP z 1971
Strona A
| Nr | Tytuł utworu     | Długość |
| -- | ---------------- | ------- |
| 1. | „Sun Ship”       | 6:12    |
| 2. | „Dearly Beloved” | 6:27    |
| 3. | „Amen”           | 8:16    |
|    |                  | 20:55   |

Strona B
| Nr | Tytuł utworu | Długość |
| -- | ------------ | ------- |
| 1. | „Attaining”  | 11:26   |
| 2. | „Ascent”     | 10:10   |
|    |              | 21:36   |

The Complete Session (2013)
CD 1
| Nr  | Tytuł utworu                                                      | Długość |
| --- | ----------------------------------------------------------------- | ------- |
| 1.  | „Dearly Beloved (Takes 1 & 2, False Start and Alternate Version)” | 6:36    |
| 2.  | „Dearly Beloved (Take 3, Breakdown)”                              | 1:24    |
| 3.  | „Dearly Beloved (Take 4, Complete Version)”                       | 6:13    |
| 4.  | „Attaining (Take 1, Alternate Version)”                           | 13:36   |
| 5.  | „Attaining (Take 2, Breakdown)”                                   | 1:02    |
| 6.  | „Attaining (Take 3, Complete Version)”                            | 10:27   |
| 7.  | „Attaining (Take 4, Insert 1)”                                    | 2:30    |
| 8.  | „Sun Ship (Take 1, Breakdown)”                                    | 0:58    |
| 9.  | „Sun Ship (Take 2, Complete Alternate Version)”                   | 6:29    |
| 10. | „Sun Ship (Take 3, Insert 1)”                                     | 2:30    |
| 11. | „Sun Ship (Take 4, Complete Version)”                             | 6:33    |
|     |                                                                   | 58:18   |

CD 2
| Nr | Tytuł utworu                                           | Długość |
| -- | ------------------------------------------------------ | ------- |
| 1. | „Studio Conversation”                                  | 0:43    |
| 2. | „Ascent (Take 1, Complete Version)”                    | 11:34   |
| 3. | „Ascent (Take 2, Incomplete Version)”                  | 4:49    |
| 4. | „Ascent (Take 3, False Starts and Incomplete Version)” | 3:51    |
| 5. | „Ascent (Takes 4–6, Inserts/False Starts)”             | 1:40    |
| 6. | „Ascent (Take 7, Complete Insert 4)”                   | 4:03    |
| 7. | „Ascent (Take 7, Complete Insert 5)”                   | 4:02    |
| 8. | „Amen (Take 1, Alternate Version)”                     | 7:46    |
| 9. | „Amen (Take 2, Released Version)”                      | 8:16    |
|    |                                                        | 46:44   |

## Twórcy
Opracowano na podstawie materiału źródłowego.
Muzycy:
- John Coltrane – saksofon tenorowy
- McCoy Tyner – fortepian
- Jimmy Garrison – kontrabas
- Elvin Jones – perkusja

Produkcja:
- Bob Thiele – produkcja muzyczna
- John Coltrane – produkcja muzyczna
- Wally Caldwell-Potter – projekt graficzny
- Chuck Stewart – fotografie
- David A. Wild – liner notes
- Michael Cuscuna – produkcja muzyczna (reedycja z 1995)